# 張治中
張治中（1890年10月27日—1969年4月6日），字文白，安徽廬州府巢縣人，中华人民共和国政治人物，原副国级领导人。國民革命军二級上將，曾任湖南省政府主席、国民政府軍事委員會政治部部長兼三民主义青年团书记长、新疆省政府主席，曾主導参與多次國共和談。1947年在原籍安徽省巢縣當選為第一屆國民大會代表。原为中國國民黨黨员，與政學系關係密切。1949年6月宣布脫離中國國民黨，后加入中國國民黨革命委員會，任民革中央副主席。中華人民共和國成立後，历任中央人民政府委员、西北军政委员会副主席、中华人民共和国国防委员会副主席，于第三届全国人大常委会副委员长任上病逝。

## 生平

### 早年經歷
張治中生于安徽省廬州府巢縣洪家疃（今合肥市巢湖市黄麓鎮洪家疃）。1916年畢業於保定軍校3期步兵科，同期畢業有何鍵、夏威、葉琪、白崇禧、汪强 等。之後曾參加護法，並在滇軍、桂軍、川軍中任連長、營長。

### 國民革命軍經歷
1924年，部分舊桂系部隊離開根據地離開廣東投靠中華民國陸海軍大元帥大本營改編為建國桂軍，由劉震寰主導在廣州開辦建國桂軍軍官學校，張治中任該校大隊長，負責學官訓練與教育。而後蔣中正招攬張治中到黃埔軍校治學，由於建國桂軍軍官學校尚需主事者，因此初期張治中僅擔任黃埔軍校軍事研究委員。在1924年底建國桂軍軍官學校停辦，學生在1925年初併入黃埔軍校第三期後，張治中正式轉換職務，成為黃埔軍校第二期、第三期、第四期入伍生團上校團長，兼任前三期畢業生組建的國民革命軍官團團長。除軍校職務，張治中也是黃埔軍校部隊征伐中的重要參謀。1925年2月國民革命軍東征戰役中，張治中擔任東征軍總部上校參謀，替作戰獻策。東征勝利後，以黃埔軍校軍官畢業生為核心組建的國民革命軍第二師成立，師長蔣中正，張治中任該師參謀長兼廣州衛戍司令部參謀長，得到蔣中正的器重。
1926年5月由蔣中正結合國民黨內反中國共產黨勢力在國民黨第二屆二中全會整理黨務決議案，成為中國國民黨主席，6月任命為國民革命軍總司令，張治中擔任國民革命軍總司令部副官處處長，主導國民革命軍人事、編制，行政事務。
1926年北伐開始後，設立學兵團及黃埔軍校武漢分校，張任學兵團長及分校教育長。1927年四一二事件以後，張治中從武漢到南京，協助南京國民政府建立軍事訓練處，後此單位擴編為軍事委員會軍事訓練總監部；8月13日蔣介石下野後，張治中也隨之失勢辭職，1927年底出國考察5個月。
隨著蔣中正在1927年底重回國民政府權力核心，1928年中考察回國的張治中也重新復出，起先擔任軍政廳廳長，隨後出任遷校到南京的中央陸軍軍官學校教育長，並擔任此職務到1937年。
在擔任中央軍校教育長期間，張治中也曾多度重返前線擔任軍隊司令官，也是在南京國民政府時代蔣中正倚重的高級將領之一。在1928年馮玉祥率領的第二集團軍反抗南京政府時，張治中擔任武漢行營主任，擔負軍事行政上的全盤業務。中原大戰時，張任教導第二師師長，率部進攻開封馮玉祥部。1933年閩變，張任第四路軍指揮平亂。與其他國民黨將領不同，每次戰事完結後張治中都會主動交出兵權，回到軍校。

### 中國抗日戰爭
1932年上海爆發「一二八事變」，但由于中央群龙无首，没有一支中央军部队在上海。张治中对蒋介石建言：“我们中央的部队必须参加淞沪抗战支援十九路军，如果现在没有别的人可以去，我愿意去。”蒋介石当即同意。1932年2月14日，蒋介石命令由首都警卫军87、88师和教导总队组成第五军，以张治中为军长，增援19路军抗战。启程的前一天，蒋介石与张谈话，告诫张到达上海后，一定不能和十九路军搞摩擦，不要以中央军自居，一切要听十九路军蔡廷锴和蒋光鼐的命令，不能擅自做主。中日簽署停戰後，張立即投入京滬防守的計劃工作。1936年，正式出任京滬警備司令。1936年12月12日，西安事变爆发，张治中多次向宋美龄、何应钦力主和平解决西安事变。1937年4月6日，中央陸軍軍官學校教育長張治中辭職照准，校長蔣介石派陳繼承接任:5399。
抗戰開始後，張兼任第九集團軍司令。8月13日，中日在上海爆發衝突引發淞滬會戰。張治中任上海警备司令，指揮國民革命軍的中央系部隊在上海以攻勢對抗日軍。8月17日，張密電蔣及何應欽：

「特急。南京委員長蔣、部長何：……本軍……按預定部署全部開始總攻擊，最初目的原求遇隙突入，不在攻堅，但因每一通路，皆為敵軍堅固障礙物阻塞，並以戰車為活動堡壘，終至不得不對各點目標施行強攻。其各部激戰鬥終日之狀況如次：1. 八十八師以主力由北分向日本墳山、八字橋、法學院、虹口公園攻擊，往返爭奪，傷亡甚重，僅法學院一處，已犧牲近一營之眾。……2. 八十七師……對滬江大學、公大紗廠及引翔港鎮方面，則激戰終日，尚未得手……3. 本日我炮兵……因目標堅固，未得預期成果……4. 本日未聞敵兵艦炮聲。5. 職……見空軍動作亦甚敏捷勇敢。但敵高射槍炮似有電氣裝置，所構成之威力圈彈發如雨，其聲之密勝年夜爆竹，我炮兵曾同時向其制壓。本日……官兵傷亡數另呈。職張治中叩。……」:292

之後，國軍被迫從前線後撤，張改任湖南省政府主席兼省保安司令。蔣介石對張治中的淞滬戰場上表現十分不滿，初期蒋介石计划用十天消灭日本海军特别陆战队，當時日本海军特别陆战队僅數千人，蒋介石交代張治中指挥数万德械装备的精锐军队前去围歼，中日双方兵力十比一，但張以四個師圍殲日軍還是没有拿下来，蔣氣得在日記寫著：“撤張文白”，又責備何應欽無識人之明，即以朱紹良代替張治中。
1938年11月，日軍進犯湖南一帶。當時中國的焦土政策規定日军进入城郊30华里以内时，即实施之，破壞任何可能對敵人有用的東西。但因訊息傳遞錯誤，和長沙民兵自衛隊自作主張，在日軍進攻長沙前即告焚城，11月12日上午，日军向岳阳以南离长沙还有250里的新墙河进犯时，译电员竟将前方电讯漏一「墙」字，致将「新墙河」变成离长沙仅有12华里的「新河」。首先得知此訊息的民兵自衛隊在未接到指令的情況下，即擅自放火（即文夕大火），造成嚴重的人命財產損失。張治中因而被革職，但在部下酆悌等3人的頂罪以及蔣中正的介入下，張治中並未遭到槍斃，僅獲留任負責善後。但是由部下頂罪的行為使得張治中失去了軍中威信，也不可能繼續從事實質軍職。事實上戴笠、陳誠都提及張治中“不切實際”，“尤其在抗戰軍事上，而湖南除出兵外，其他毫無成績可言。”
1939年2月，張到重慶，任軍事委員會委員長侍從室第一處主任，負責軍事機要，成為蔣介石身旁的重要助手。1940年11月26日，張治中離開重慶，前赴江南九省視察，旨在推動各省加速組織三青團:6420，并担任三青团书记长。

### 重慶談判

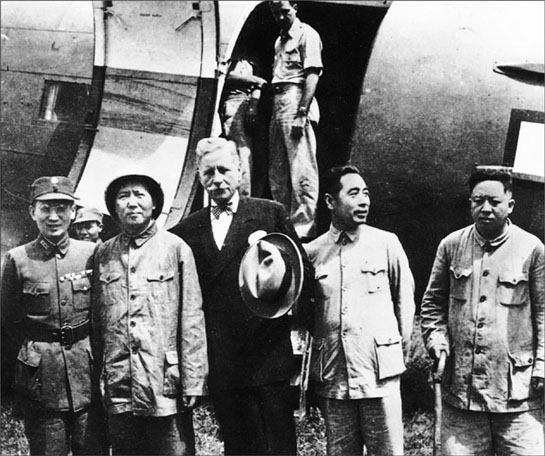
张治中（左起第一）与毛泽东、赫尔利和周恩来

1941年「皖南事變」後，張治中即代表中國國民黨與中國共產黨談判。之後國共雙方的談判一直持續到抗戰結束，張治中多次代表中國國民黨。1945年日本投降，毛澤東首次飛重慶與中國國民黨會談。8月27日張治中與美國驻华大使赫爾利一同飛到延安接毛澤東，在重慶代表中國國民黨參與會談九次。谈判结束后，周恩来提出，让毛泽东一个人回去不放心，张治中立即表示：“既然我负责把毛泽东接来了，我当然会把毛泽东安全的护送回去。”國共雙方簽署「雙十協定」後，張再隨機送毛澤東回延安。毛泽东对张治中说：“你为和平奔走是有诚意的。”張治中致蔣介石〈反對內戰萬言書〉稱：「現在國際關係，雖然複雜，但無論何國，似均不願於此時發生戰爭。我國如欲憑借任何一國之力量，企圖促使國內問題之解決，自非任何友邦所希望。我國經歷八年餘之苦鬥，始獲得今日之國際地位，如於抗戰甫告勝利結束之今日，內部再有戰爭；且為一時不易結束之戰爭，國際友人對我國之觀感如何，不難想像。我國經八年之長期抗戰，民窮財盡。今戰爭結束，舉國人民所歡欣仰望日夜祈求者，休養生息，恢復元氣；倘戰爭再度爆發，必益增人民之痛苦，違反人民之願望。今日人民之厭惡戰爭，渴望和平，將匯為不可遏止之時代巨流。以今日之國軍士氣與態度而論，亦不能繼續作戰，以職所接觸之若干將領中，其不願戰爭之心理，甚為普遍；且今日多數之國軍，實亦不能作戰。」:735-736
之後美國特使馬歇爾於1946年初來華，並與張治中、周恩來組成三人小組，負責國共雙方軍事整編。共产党方面给出的计划是将共产党军队缩减到20至24个师，但蒋介石仍然不满意，最后在马歇尔主持下蒋介石同意在原来方案12个师的基础上，再答应共产党多保留8个师。此間，張治中經常向馬歇爾抱怨國民政府，為中國共產黨宣傳。3月初，军事调处三人小组飞延安，这也是张治中第三次到延安。在延安举行的欢迎晚会上，张治中发表讲话，表态渴望和平统一国家，拥护国共合作，“我张治中以人格担保，绝对努力的不折不扣的去执行我们签订的一切协定”“你们共产党将来写历史的时候，不要忘记我张治中三到延安这一笔！”3月27日，国民政府代表张治中、中国共产党代表周恩来和美国代表吉伦於重慶怡园正式签订关于派遣執行小組前往東北調處停止衝突協定:8019。3月28日，國民政府特派張治中為軍事委員會委員長西北行營主任:8019。
1947年1月1日，國民政府主席西北行轅主任兼新疆省政府主席張治中奉召專機抵南京，1月2日見蔣介石，談打破國共僵局問題，在座者有陳誠、白崇禧、陳立夫、張厲生、雷震等:8254。1月16日，蔣決定派張治中攜和談新方案到延安商談和平；和談方案經由司徒雷登轉交中共在南京代表王炳南，計有四項：就地停戰、整編軍隊、恢復交通、解決地方政權等:8267。
張治中赴延安，商談和平統一，中國共產黨拒絕接受:50。2月1日，蔣在黃埔路官邸邀宴于右任、孫科、戴傳賢、邵力子、王寵惠、吳鼎昌、張厲生、陳立夫、張治中等，就行憲準備工作交換意見:8277。3月3日上午7時，中共代表董必武自上海抵達南京，車抵下關，遭中國國民黨特務囚禁1小時；董必武回中共辦事處後，即往訪張治中，詢問政府有無致中共人員撤離南京、上海、重慶三地之正式公函，及政府是否表示決心用軍事方式解決國共問題:8302。
1948年8月12日，蔣特派西北行轅主任張治中為西北軍政長官公署軍政長官，馮治安、劉汝明、杜聿明為徐州剿匪總司令部副總司令:8657。下半年，中國國民黨在軍事、政治及經濟上遭受嚴重打擊。

### 新疆親共

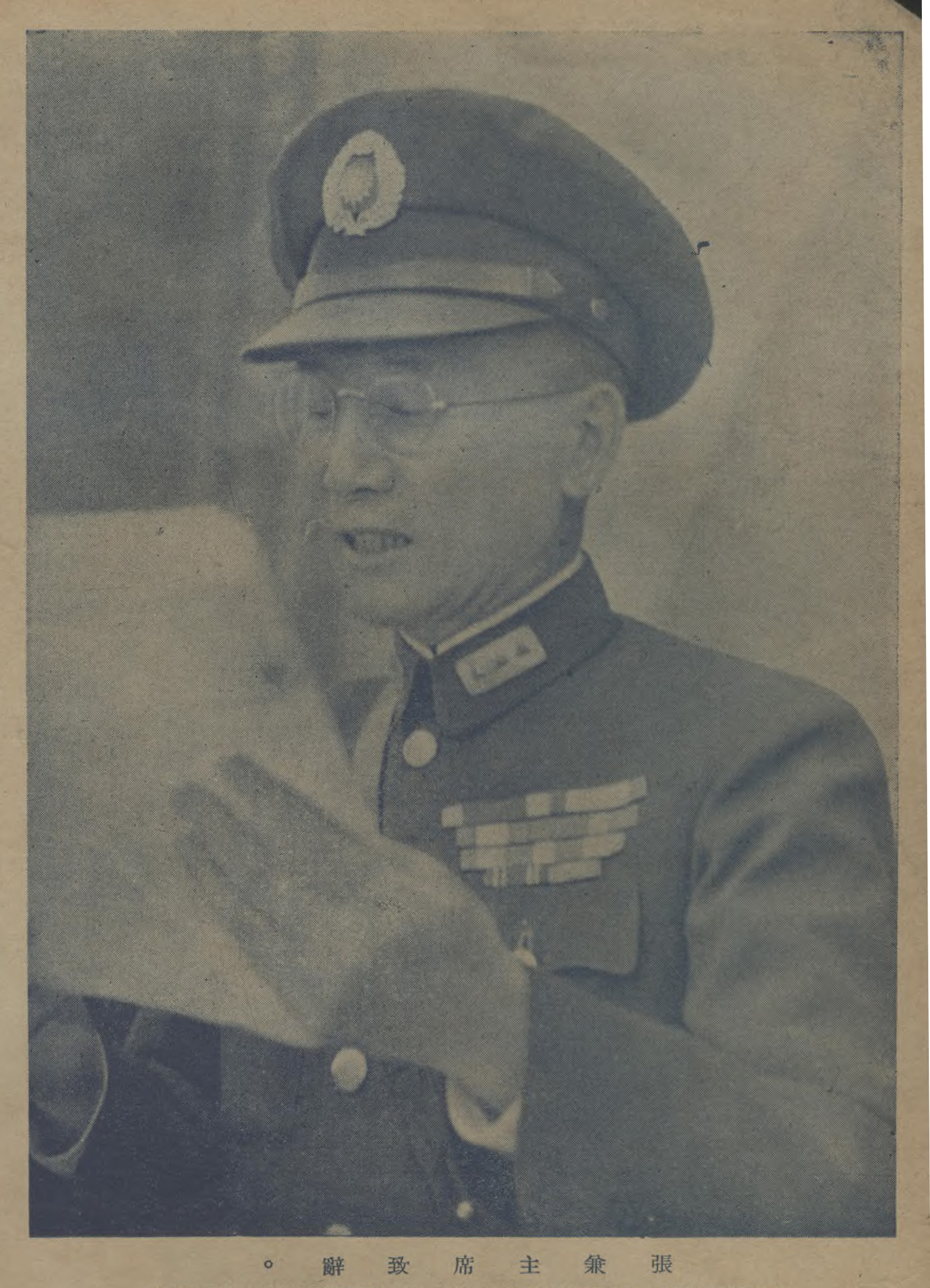
迪化各界慶祝和平大會盛況：張治中致辭

1944年，在苏联指使下，新疆发生“三区革命”，东突厥斯坦共和国成立。张治中奉国民政府之令前往新疆谈判，在谈判中，张治中同意新疆维族自治，选举新疆省参议会。在国民政府的诚意之下，新疆独立运动人士放弃原先主张，接受国府条件，推选自己的地方议会，施行地方自治。
與中國共產黨談判同時，張治中亦負責談判統一新疆的工作。1944年到1946年6月，張治中任全權代表多次赴迪化（今烏魯木齊），在蘇聯領事調停下，与伊宁事变领导人談判解決新疆問題。1945年9月13日，蔣介石召派張治中赴新疆處理「伊寧事變」，是日張治中由重慶飛抵迪化:7826。9月14日，中國各戰區、方面軍自是日起開始解決除日軍武裝，至次年2月13日止繳械基本結束，總計俘虜日軍128.3206萬人；張治中在迪化會見蘇聯駐迪化代總領事葉謝也夫，徵詢對「伊寧事變」意見:7827。9月16日，張治中晉謁蔣介石，報告解決新疆伊寧事變之途徑，建議請蘇聯政府調解伊寧事變:7830。9月20日，國民政府外交部向蔣介石請示後答覆蘇聯駐華大使彼得羅夫，對蘇聯政府願意協助伊寧事變表示感謝，並請蘇駐伊領事代為通知與介紹伊寧領事代為通知與介伊寧事代表到迪化晉謁張治中，商洽進行和平解決辦法:7835-7836。1946年3月，张治中出任国民政府軍事委員會委員長西北行轅主任。5月，蔣介石任張治中為新疆省政府主席:48。6月6日，「伊寧事件」最後協議在迪化簽字，張治中下令釋放全新疆之政治犯:8070。
3月25日，新疆省政府主席張治中發表告民眾書，重申徹底實行和平條款和施政綱領，民族平等團結:8321。命令官方媒體以<東突厥斯坦>一詞取代<新疆>。
5月，蒙古人民共和国军队进攻北塔山，张治中再度前往新疆处理此事。7月8日，中華民國外交部就外蒙軍隊入侵新疆制造北塔山事件，致蘇聯駐華使館照會，提出抗議:8380。
1938年任湖南省主席期间，张治中因失误导致“11.13长沙大火”事件而被革职，尹任先负责赈灾，并且带领张治中成为一名基督徒。在新疆期间，张治中拿出自己的薪金，帮助建造乌鲁木齐的基督教堂-新疆中华基督教会（今明德路教会）。新疆邮政总局局长李开焕及妻子翟明霞，用法币120万元（其中张治中将军捐赠100万）在迪化市明德路一号购买了平房院子一所，共有34间房，正式建立了新疆中华基督教会。
張治中在新疆任期内，已逐漸親共，新疆省政府所任用的重要人員盡是中國共產黨，如以屈武任迪化市市長，劉孟蒓任新疆省政府秘書長。因此當時有人認爲張治中為中國共產黨長期之間諜。郭寄嶠、上官業佑等，均提交中央舉報，蔣介石亦密諭他人，注意張治中的行動。
1948年6月25日，蔣在西安召開軍事會議，參謀總長顧祝同、西北行轅主任張治中、副主任馬步芳、馬鴻賓至西安出席:8625。8月12日，蔣特派西北行轅主任張治中為西北軍政長官公署軍政長官:8657。

### 北平和談
1949年1月，蔣介石下野，李宗仁代總統立即展開與共產黨和談。1月4日，南京報紙報導張治中向美國及蘇聯兩國大使館接洽，請安排與中共談判:21。2月1日，西北軍政長官張治中下午抵達蘭州，對記者談話稱：和平並沒有絕望；自己為政府派定和平代表，願為和平而努力:8800。
3月3日，張治中攜李宗仁函，商承蔣介石對「和平的條件和限度之意見」；並謂：「中共雖已微開和平之門，但前途困難重重。」:1643月28日，張治中以其將赴北平，特電呈蔣介石，要前往溪口，「當面報告政府所定的和談腹案」:173。蔣介石說：「他來不來無所謂。」:1743月29日，張治中往奉化溪口謁蔣介石，就和談腹案向蔣請示；蔣向張治中表示：「為倡導和平，本人業已引退，因之對政治問題，不便表示意見。今後和談大計，應由李代總統與何院長負責主持。本人甚願以在野身份，盡力支持李代總統使和平早日實現。」:8854蔣介石對他非常冷淡，「只邀他遊覽溪口附近的風景」:174。
3月30日，張治中離開溪口:174。張治中偕屈武回南京，將蔣之表示寫成新聞稿發表，用以壓攝中國國民黨內派系；並與邵力子參加立法院祕密會議，報告溪口之行，博得贊同:8854。行政院臨時政務會議，通過加派劉斐為和談代表，並指派張治中為首席代表:8855。
李宗仁派出親共人士如張治中、邵力子、章士钊、黄绍竑、李蒸、刘斐等6人为代表的和谈代表团，張治中任代表團長，於4月1日到北平進行和談。4月13日，張治中由北平電李宗仁與何應欽，謂周恩來於今日面交「國內和平協定」一件，「內分八條，二十四款」:182。張又上蔣介石一電報，謂到北平後，中國共產黨言論態度，意在逼降，並勸蔣「毅然放下一切」:182。4月20日，行政院院長何應欽對中國共產黨所提八條二十四款，斷然予以拒絕:186。4月23日，和談代表邵力子、張治中等投向中國共產黨:189。張沒有回到南方，而是留在北平，於6月宣佈脫離中國國民黨:392。
早在张治中赴北平和谈伊始，中共地下党便与张治中的弟弟张文心取得了联系，把张的家人转移出南京全部送往上海。到上海之后不久，在上海地下党的帮助安排下，张治中夫人洪希厚与妯娌郑淑华带着孩子们乘飞机飞往北平。

### 中共建國後至文革

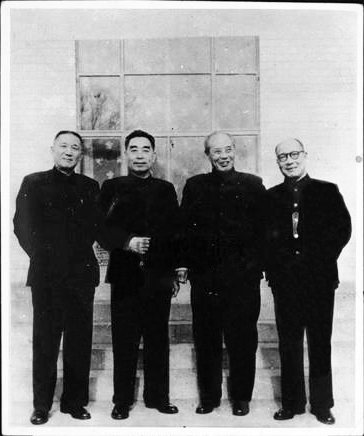
1962年春节前夕，周恩来邀请傅作义、张治中、屈武商谈对台湾工作问题。这是会后合影。自左至右：张治中、周恩来、傅作义、屈武

1949年中華人民共和國成立後，張治中先後曾任西北軍政委員會副主席，全国人大常委会副委员长，民革中央副主席、和平解放台灣工作委員會主任等職。1954年，他当选为第一届全国人大代表。9月，他出席第一次会议讨论宪法草案，期间并发言。
1965年後，「文革」發難時，張治中正在北戴河休養，周恩來考慮他性格剛強，對突然襲來的「文革」沒有思想準備，怕他遭受紅衛兵衝擊而發生意外。於是，周恩來想法提前向他介紹「文革」發動以來的情況。他決定安排中共中央統戰部派一位負責同志到北戴河，向張治中等愛國民主人士打招呼。同時，周恩來對張治中家也採取了保護措施，由北京衛戍區派1個連和1個營部住在張治中等愛國人士家的附近。戰士們身穿便衣，佩戴紅袖章，同前來的紅衛兵周旋。
1966年8月底，張治中剛回到家，紅衛兵就來「造反」、抄家，先后來過5次。紅衛兵第2次來抄家時，竟然指著張治中的鼻子質問：「你是什麼人？是什麼歷史？」張治中憤怒地從靠椅上顫抖著站起來說：「我的歷史你們可以去問毛主席和周總理！」張治中的家被抄后，周恩來得知很氣憤。在接見紅衛兵代表時，他說：「你們年輕人不知道，張治中三到延安。重慶談判時，張治中先生親自迎送毛主席，保証了主席的安全。他是我們的朋友，不是敵人，你們不要再去了。」但在林彪、江青等唆使、縱容下，紅衛兵們還多次要揪斗張治中，周恩來為了保護張治中，進一步採取措施，讓國務院秘書長周榮鑫找一位負責同志把張治中，秘密護送到解放軍三〇一醫院，化名「林友文」，只允許張治中的秘書余湛邦同他聯系。
在周恩来的提议下，毛泽东批准了一个“一份应予保护的干部名单”，主要包括高级民主人士，宋庆龄被列为第一位，其他重要人士包括：郭沫若、章士钊、程潜、何香凝、傅作义、张治中、邵力子、蒋光鼐、蔡廷锴、沙千里、张奚若、李宗仁等。

### 逝世
1969年4月逝于北京，享年79岁。周恩来指示中央统战部举办告别仪式：“我参加，再通知其他张治中的党内外的老朋友。”4月9日，全国人民代表大会常务委员会举行了张治中遗体告别仪式，周恩来参加并鞠躬告别。骨灰安放于八宝山革命公墓。1975年底周恩来弥留之际，对中央统战部副部长童小鹏叮嘱“张治中保护过毛主席，为我们做出了很大贡献。你们做统战工作的一定要照顾好洪希厚大嫂，还要照顾好他们的第二代，甚至还要照顾到他们第三代。”周恩来指示从自己存的工资里拿出了5万块钱委托童小鹏和时任国务院机关事务管理局副局长侯春怀将这笔钱交予张治中遗孀洪希厚。

## 著作
《张治中回忆录》，中国文史出版社，1993

## 家庭
- 妻子洪希厚没有读过书，与张治中是“娃娃亲”。张治中不许妻子管钱，家庭经济完全由副官管理。育有二個兒子和四個女兒:
- 長女張素我：中华人民共和国成立后，张治中写信，从香港回内地工作。后任全國政協常委、全國婦女聯合會副主席。2011年12月初離世，享年96歲。
- 長子張一真：美國留學，婚後住上海，後隨岳父和太太遷居台灣，直至他母親洪希厚去世才回到北京奔喪。後移居美國，於2014年1月在家中安詳過世，時年94歲。
- 次女張素央：曾在美國留學，在中國國家體委工作多年，曾任中國技巧協會主席和國際技巧聯合會的執行委員，多次受到體委和國際技聯的表彰。
- 三女張素初：在美国读大学。中华人民共和国成立后，张治中写信，从美国回国，在外文出版社工作。
- 次子張一純：北京市政協副秘書長，退休後在北京市港澳台辦公室工作。2015年10月去世，約83歲。
- 四女張素久：張家最小的，比較活躍。現住美國加州，組織美籍華人一些公益事業活動，經常參加國務院僑辦所組織一些活動。

胞弟张本禹、张文心。

## 藝術形象
- 电影《开国大典》（1989年）：智一桐饰
- 电影《大決戰·平津战役》（1991年）：智一桐饰
- 电视剧《中国命运的决战》（1999年）：许正廷饰
- 电视剧《开国领袖毛泽东》（1999年）：许正廷饰
- 电视剧《延安颂》（2003年）：许正廷饰
- 电视剧《周恩来在重庆》（2008年）：孙维民饰
- 电视剧《解放》（2009年）：王伯昭饰
- 电影《建國大業》（2009年）：杨晓丹饰
- 电视剧《中国1945之重庆风云》（2011年）：吴晓东饰
- 电视剧《海棠依舊》（2016年）：刘之冰饰
- 电视剧《换了人间》（2018年）：刘长纯饰
- 电影《决胜时刻》（2019年）：刘之冰饰
- 电视剧《外交风云》（2019年）：张再新饰
- 电视剧《光荣与梦想》（2021年）：曾红生饰
- 电视剧《大决战》（2021年）：吴晓东饰
- 电视剧《香山叶正红》（2021年）：颜世魁饰

## 評價
白崇禧一生很少說人是非，但最瞧不起的就是張治中，北伐中汀泗橋之役，張治中突然當眾下跪幫蔣介石擦拭染血的靴子，白崇禧說：「後來軍中罵人不要臉、拍馬屁，就說『這傢伙是擦鞋的』典故就是由此而來」。北伐時，張治中身為師長攻徐州部隊潰散，依軍法須處死首長，張治中為了求免死，在火車站公開綁上白布跪地哀求蔣介石饒他一命，蔣介石看了他那個樣子，可能一時心軟，當場下條子「尚屬知恥，記槍斃一次」。這兩件事，讓白崇禧一輩子瞧不起張治中。
因张治中脱离国民党加入中华人民共和国阵营，中華民國在動員戡亂時期称其为“张逆治中”，然而张至死亦未加入共产党。但是中國共產黨則認為张治中是少数未与共产党兵戎相见的国民党高级将领之一，人称“和平将军”，为解放軍進駐新疆作出巨大贡献，积极参与了中华人民共和国成立工作，在张治中等人的建议下五星红旗成为中华人民共和国国旗。
1938年任湖南省主席期间，张治中因失误导致“11.13长沙大火”事件而被革职，尹任先负责赈灾，并且带领张治中成为一名基督徒。在新疆期间，张治中拿出自己的薪金，帮助建造乌鲁木齐的基督教堂-新疆中华基督教会（今明德路教会）。新疆邮政总局局长李开焕及妻子翟明霞，用法币120万元（其中张治中将军捐赠100万）在迪化市明德路一号购买了平房院子一所，共有34间房，正式建立了新疆中华基督教会。张治中在解放后曾通过周恩来总理营救过基督教西北灵工团的新疆成员。
歷史傳記作家張戎指控張治中為共產國際派駐中國之間諜，受史達林指示挑起中日在上海的全面戰爭，以便將日本全面性引入侵華，無力再侵蘇。